# Пшишова
Пшишова (пол. Przyszowa) — село в Польщі, у гміні Луковиця Лімановського повіту Малопольського воєводства. Населення — 2612 особа (2022).

## Демографія
Демографічна структура станом на 31 березня 2011 року:
|          | Загалом | Допрацездатний вік | Працездатний вік | Постпрацездатний вік |
| -------- | ------- | ------------------ | ---------------- | -------------------- |
| Чоловіки | 1224    | 373                | 755              | 96                   |
| Жінки    | 1227    | 330                | 665              | 232                  |
| Разом    | 2451    | 703                | 1420             | 328                  |

## Відомі люди
- Тітус Чижевський — польський поет-футурист, драматург, художник, літературний і художній критик.